# Кенеургенч
Кенеурге́нч, Куня-Урге́нч (туркм. Köneürgenç — Старий Ургенч, араб. Ґурґандж) — місто з населенням 31 400 жителів, адміністративний центр Куняургенцького етрапу Дашогузького велаяту Туркменістану. До його південної окраїни примикає територія національного історико-культурного музею-заповідника, що розташовується на місці древньої столиці Хорезма 10-16 ст. — міста Ургенч. У 2005 пам'ятники міста включені в список Світової спадщини ЮНЕСКО.

## Географія
Куня-Ургенч розташовувався поблизу старого русла Амудар'ї та був одним з великих міст великого шовкового шляху.

### Клімат
Місто знаходиться у зоні, котра характеризується кліматом помірних пустель. Найтепліший місяць — липень із середньою температурою 28.2 °C (82.8 °F). Найхолодніший місяць — січень, із середньою температурою -3.8 °С (25.2 °F).
| Клімат Кенеургенча      | Клімат Кенеургенча | Клімат Кенеургенча | Клімат Кенеургенча | Клімат Кенеургенча | Клімат Кенеургенча | Клімат Кенеургенча | Клімат Кенеургенча | Клімат Кенеургенча | Клімат Кенеургенча | Клімат Кенеургенча | Клімат Кенеургенча | Клімат Кенеургенча | Клімат Кенеургенча |
| Показник                | Січ.               | Лют.               | Бер.               | Квіт.              | Трав.              | Черв.              | Лип.               | Серп.              | Вер.               | Жовт.              | Лист.              | Груд.              | Рік                |
| Середній максимум, °C   | 0,5                | 2,5                | 10,2               | 20,6               | 28,2               | 33,1               | 35,4               | 33                 | 27,2               | 18                 | 10,2               | 3,3                | 18,5               |
| Середня температура, °C | −3,8               | −2,1               | 5,2                | 14,4               | 21,5               | 26,1               | 28,2               | 25,4               | 19,5               | 11,4               | 5,5                | −0,7               | 12,6               |
| Середній мінімум, °C    | −8,7               | −8,3               | −1,6               | 6,9                | 13,6               | 17,7               | 20,6               | 17,7               | 11,9               | 4                  | −1,2               | −5,1               | 5,6                |
| Норма опадів, мм        | 9                  | 8                  | 17                 | 18.9               | 13.6               | 4                  | 3.1                | 2.8                | 2.9                | 8.7                | 10                 | 12                 | 110                |
| Днів з опадами          | 5,8                | 4,7                | 5,8                | 5,8                | 3,9                | 2,4                | 1,4                | 1                  | 1,5                | 3,4                | 4,3                | 6,1                | 46,1               |
| Вологість повітря, %    | 78.8               | 74.4               | 68                 | 57.7               | 47.7               | 45.3               | 48.7               | 53.1               | 55.3               | 60.5               | 71.8               | 81.3               | 61.9               |
| ----------------------- | ------------------ | ------------------ | ------------------ | ------------------ | ------------------ | ------------------ | ------------------ | ------------------ | ------------------ | ------------------ | ------------------ | ------------------ | ------------------ |
| Джерело: Weatherbase    |                    |                    |                    |                    |                    |                    |                    |                    |                    |                    |                    |                    |                    |

## Історія

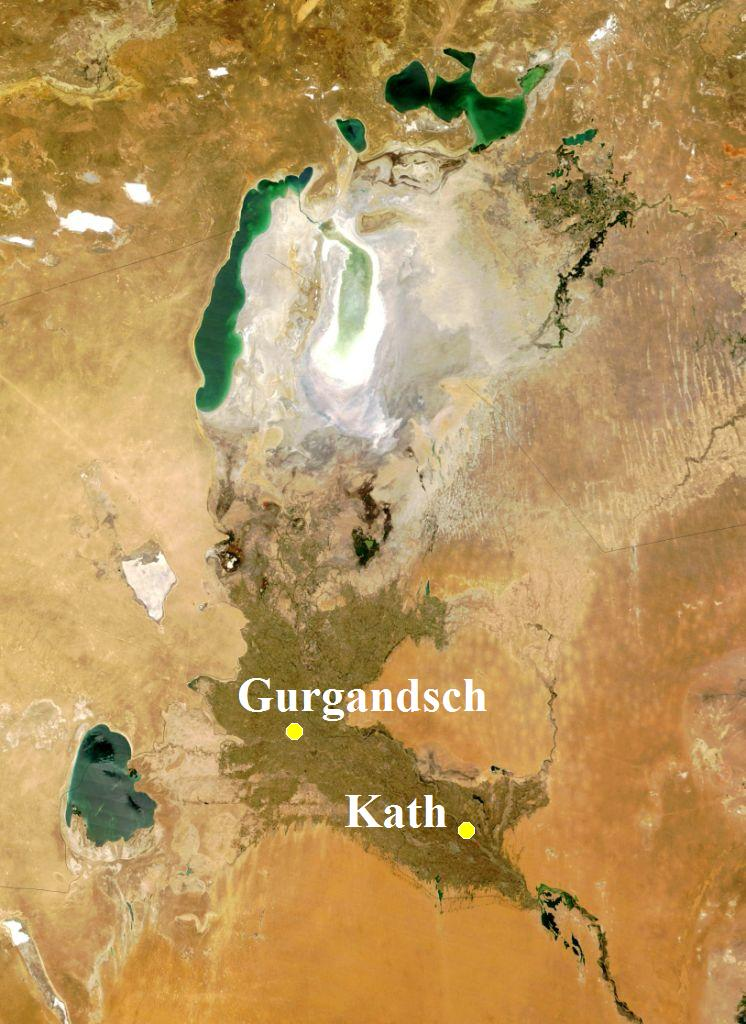
Оази

Дата заснування невідома, але залишки найстаршої міцності міста Киркмолла (туркм. Kyrkmolla — Сорок мулл) відносять до античного періоду (V—II ст. до н. е.).
У 995 хорезмшах Абу Аббас Мамун обрав Ургенч своєю столицею. XII і початок XIII ст. були періодом розквіту Ургенча, що перевершувало по чисельності населення та популярності всі міста Середньої Азії, крім Бухари.
У 1221 Чингісхан зрівняв це місто з землею. Ургенч був включений до складу улусу Джучі, а потім став майже незалежним у системі золотоординського ханства. Особливу роль у його розвитку в першій половині XIV ст. зіграли місцевий правитель Кутлуг-Тімур (туркм. Kutlug Timur — святий Тимур) і його дружина Тюрабек-ханим.
Чергове руйнування міста в 1388 у ході завойовницьких походів Тамерлана й несподівана зміна напрямку русла Амудар'ї на північ змусило його жителів покинути це місце назавжди.
У XVI ст. за 190 км на південний схід ними був засноване однойменне місто — нині адміністративний центр Хорезмської області Узбекистану, після чого Ургенч отримав назву «Старий Ургенч».
Перші археологічні розкопки в старому місті були проведені Олександром Якубовським у 1929 році. Більшість пам'ятників Куня-Ургенча були повністю або частково зруйновані. Найдавнішим спорудженням є фортеця Киркмолла, на місці якої в XI ст. побудована так звана «Академія» султана Мамуна ібн-мамуна, де навчалися енциклопедист Абу Рейхан Аль-Біруні і геніальний натураліст, лікар і філософ Абу Алі ібн-Сіна, відомий на Заході як Авіценна. За народною легендою, під час навали Чингісхана в цьому будинку сховалося сорок мулл і в результаті їхніх молитов він перевернувся догори дном.
У цей час на території міста розташовані три невеликих мавзолеї XII ст. і більший мавзолей Терабек-ханим XIV ст., що був майже повністю відновлений в 1990-ті роки. Найвідомішим мавзолеєм Куня-Ургенча, насамперед серед ісламських прочан, є мавзолей Наджм пекл-дін ал-кубра (араб. — «Зірка релігії») — суфійського подвижника XIII ст., що вважається основоположником суфізму в Хорезмі.
Головна визначна пам'ятка Куня-Ургенча — 60-метровий мінарет Кутлуг-Тімура, побудований у середині XIV століття, що робить його найвищим цегельним мінаретом у Середній Азії. Слід також зазначити найстаріший з уцілілих пам'ятників — мавзолей хорезмшаха Іль-Арслана (1157–1172), що вінчає 12-гранний конічний купол, викладений глазурованою цеглою.
На півночі від міста перебуває великий середньовічний «некрополь 360 святих». По одній народній легенді, у ньому перебувають тіла 360 ісламських святих, в основному учнів пророка Мухаммеда, яких він послав в усі кінці світу для проповідування ісламу й велів повернутися назад в Ургенч. За іншою легендою, ці тіла належать ісламським святим, що прийняли мученицьку смерть під час руйнування міста військами Чингісхана.

## Галерея

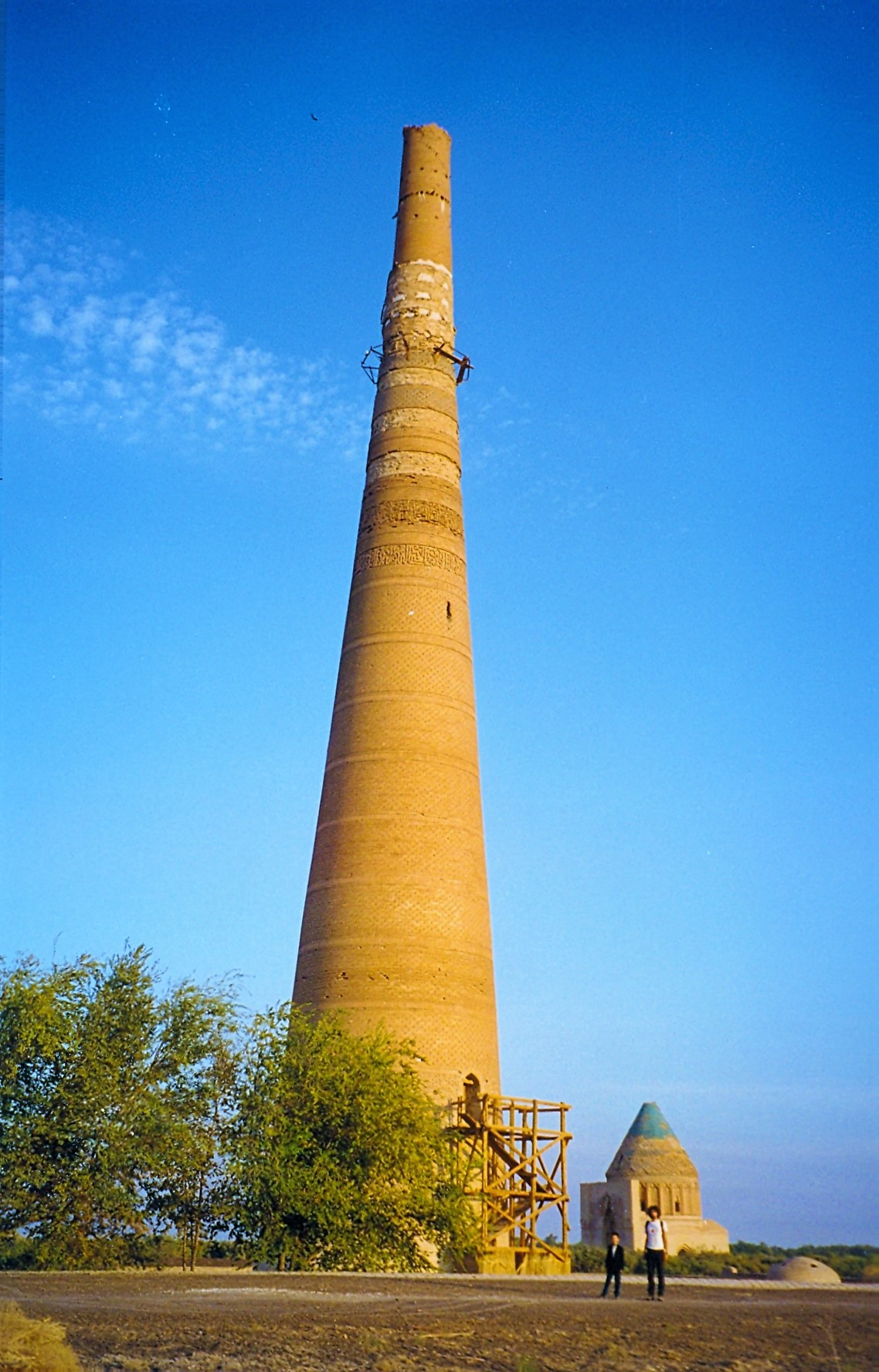
Мінарет Кутлуг-Тімура
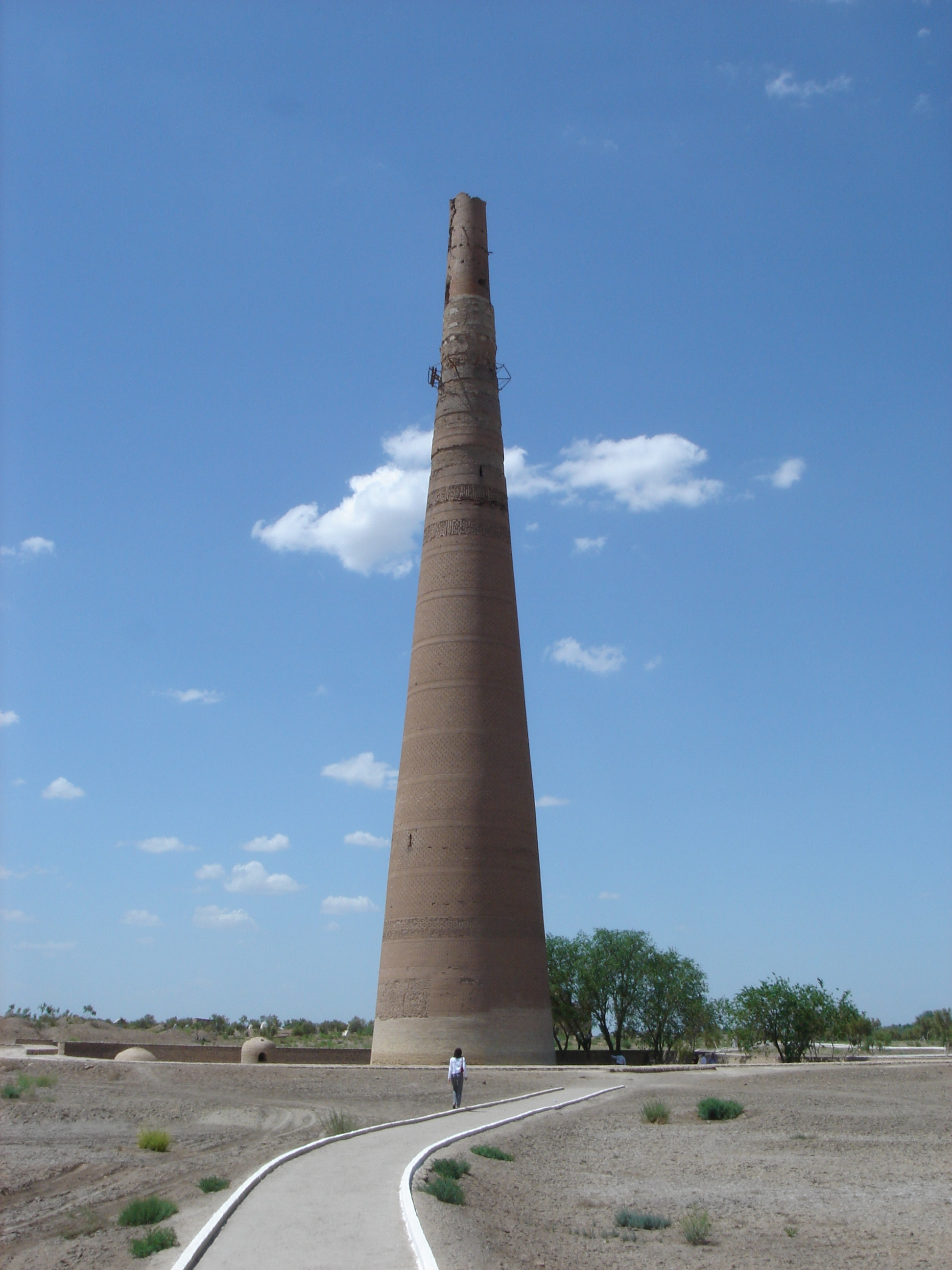
Мінарет Кутлуг-Тімура
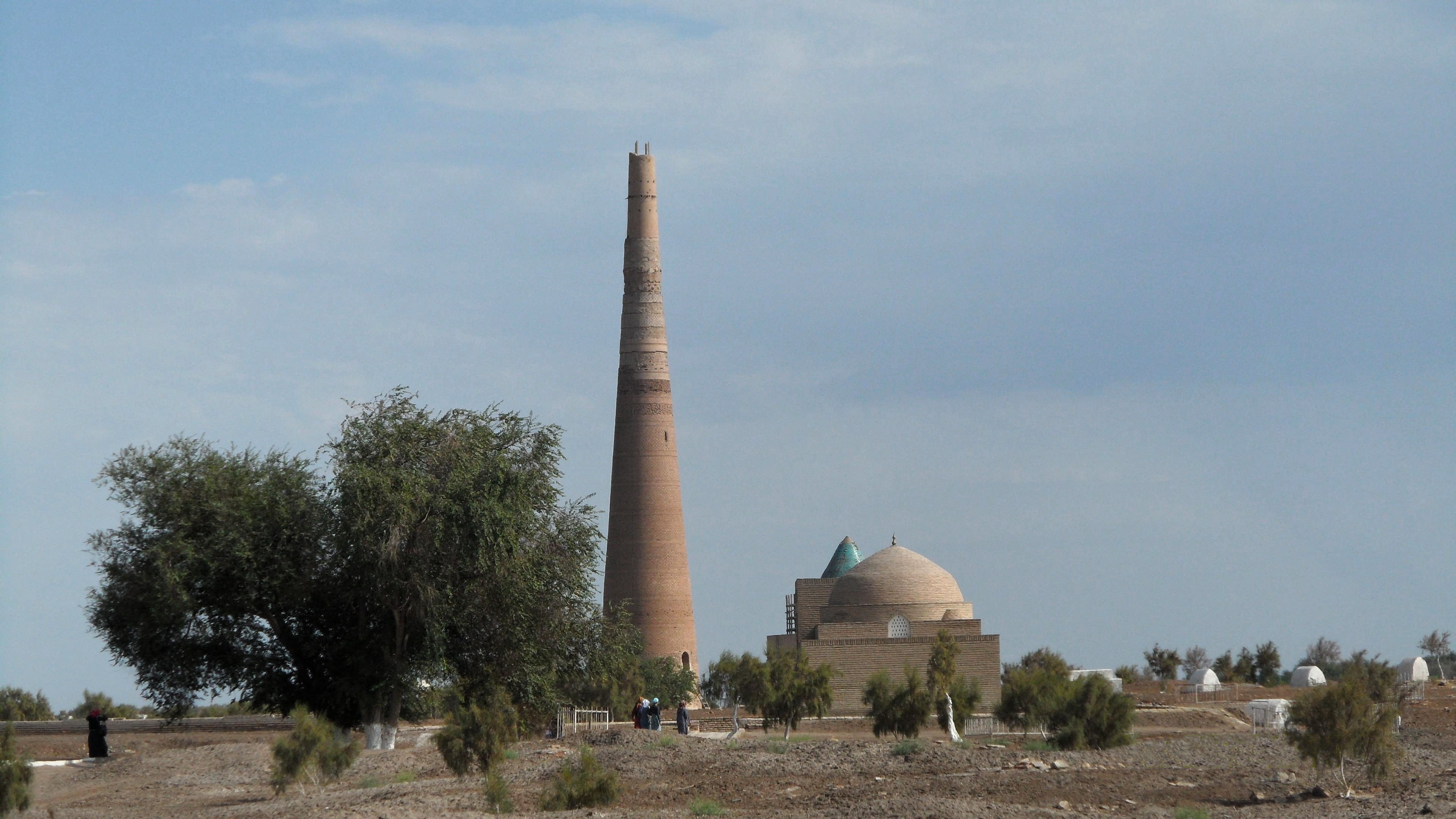
Мінарет Кутлуг-Тімура та мавзолей Саїд-Ахмад
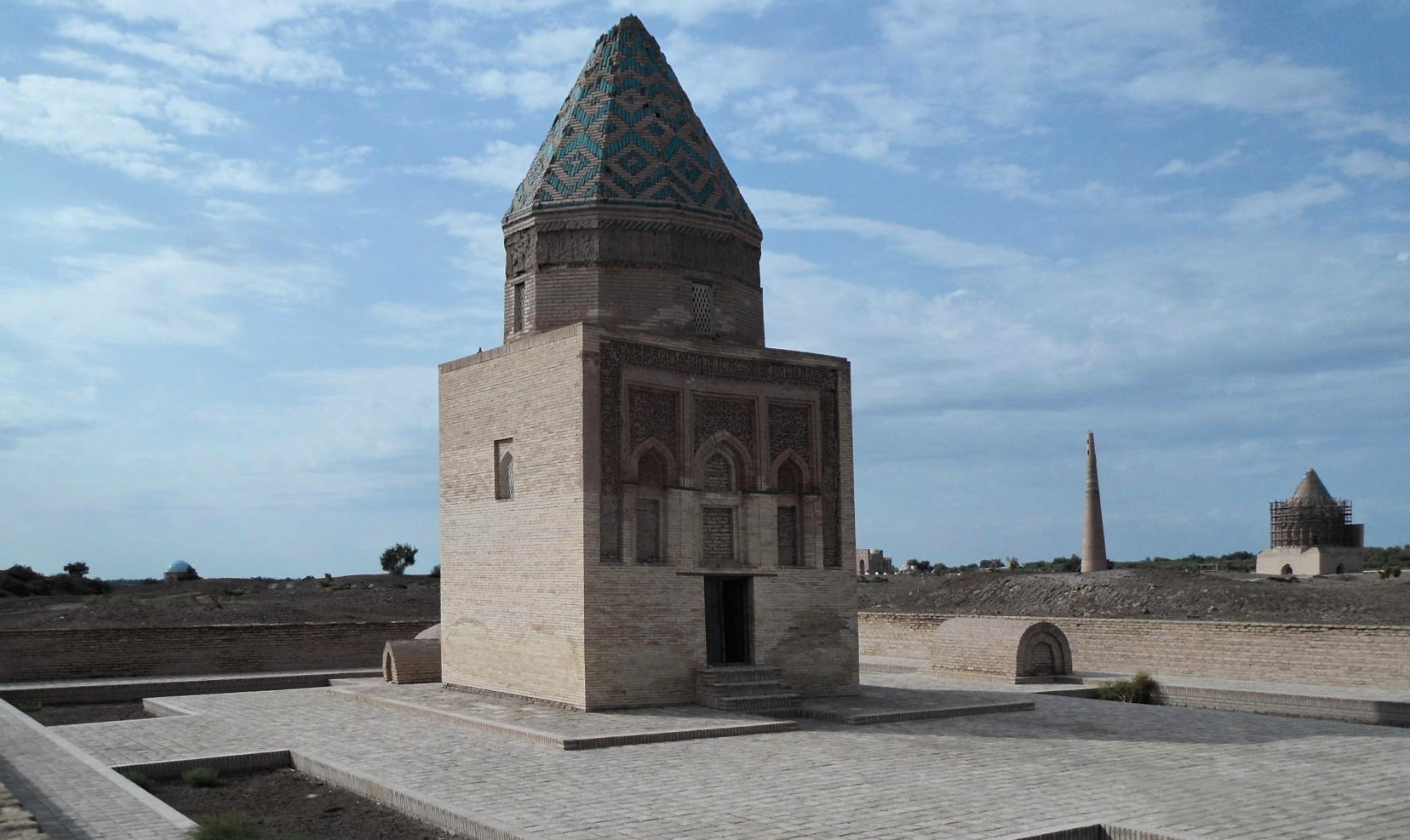
Мавзолей Текеша
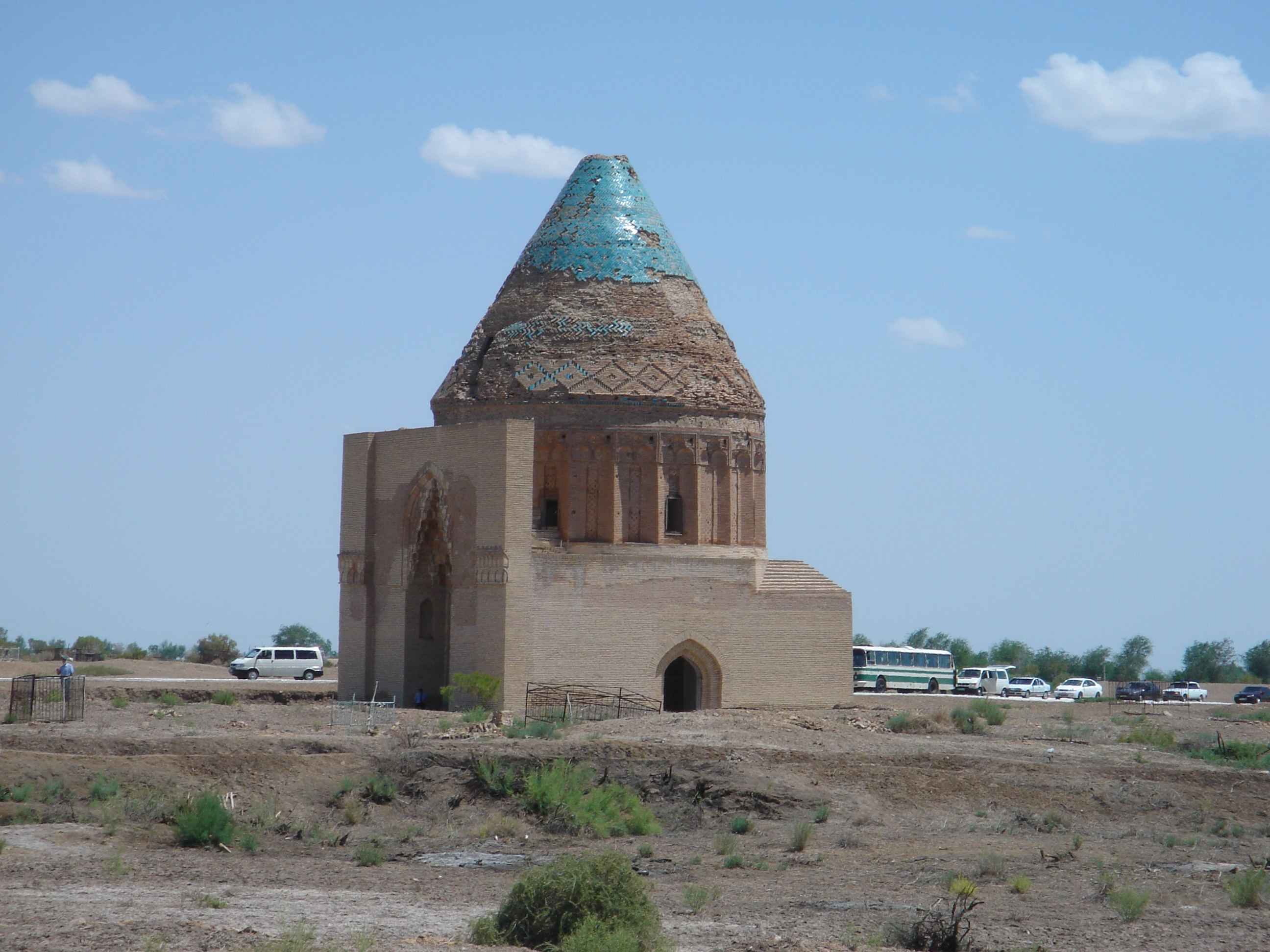
Мавзолей Текеша
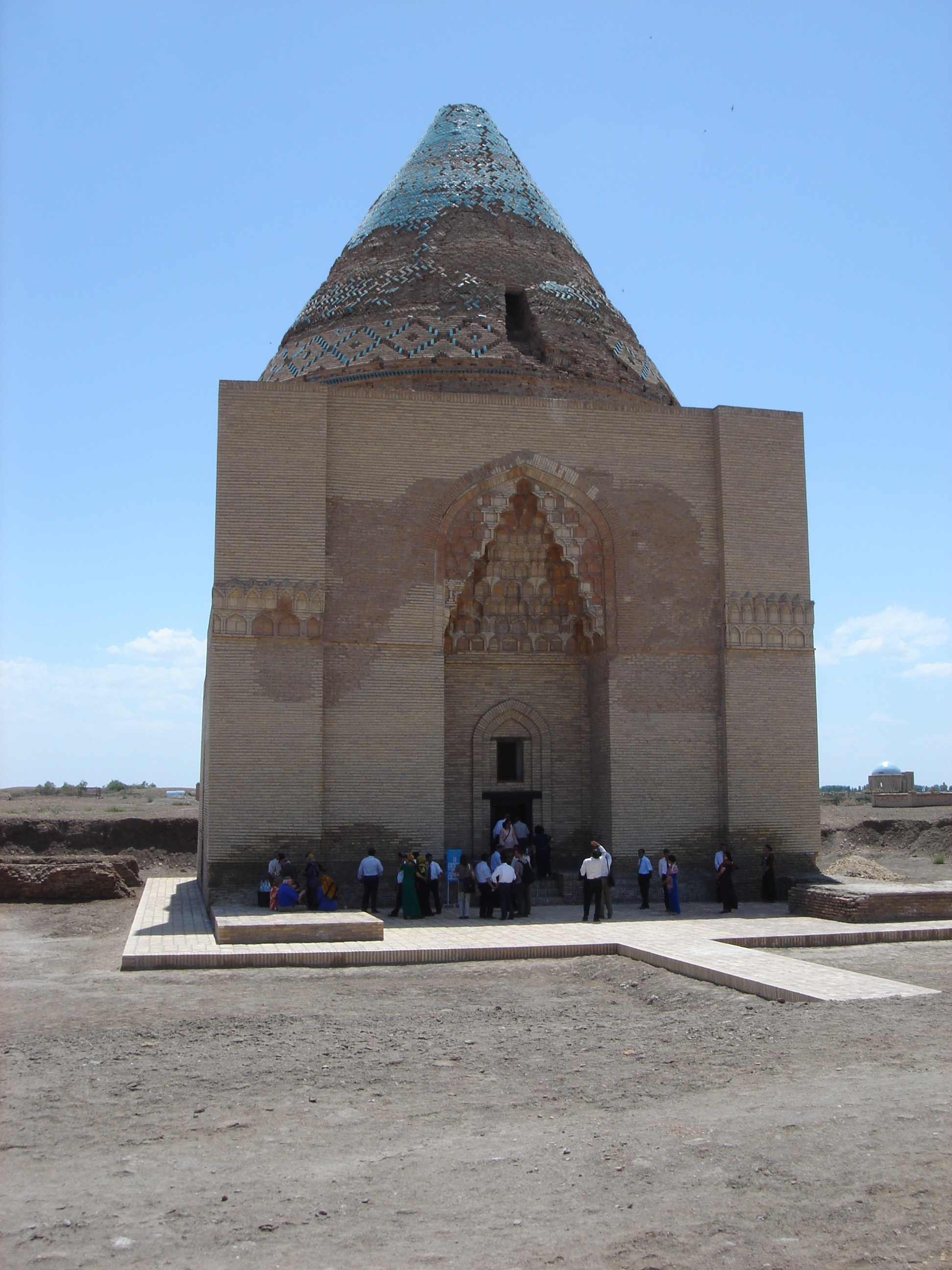
Мавзолей Текеша
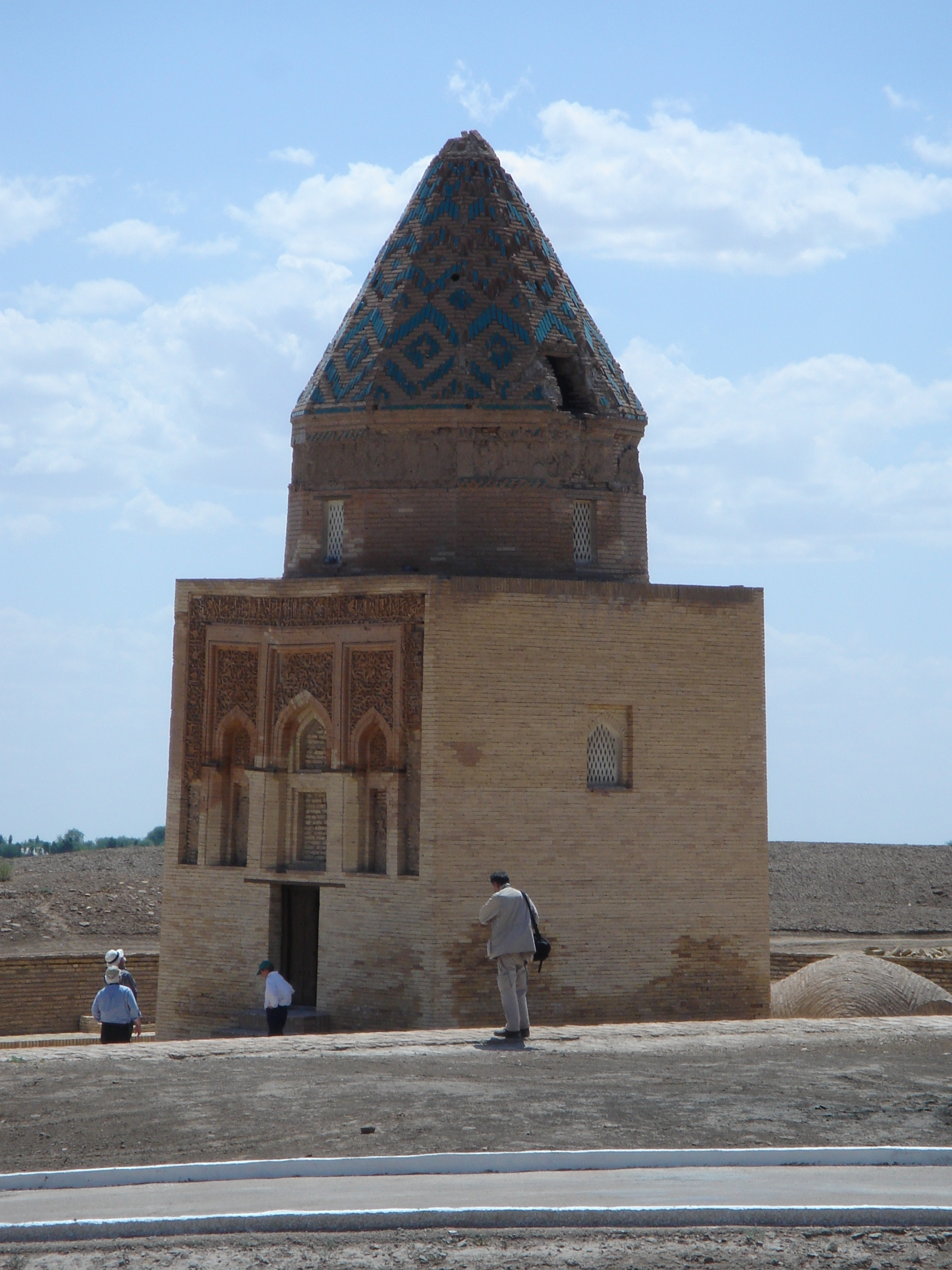
Мавзолей Арслана
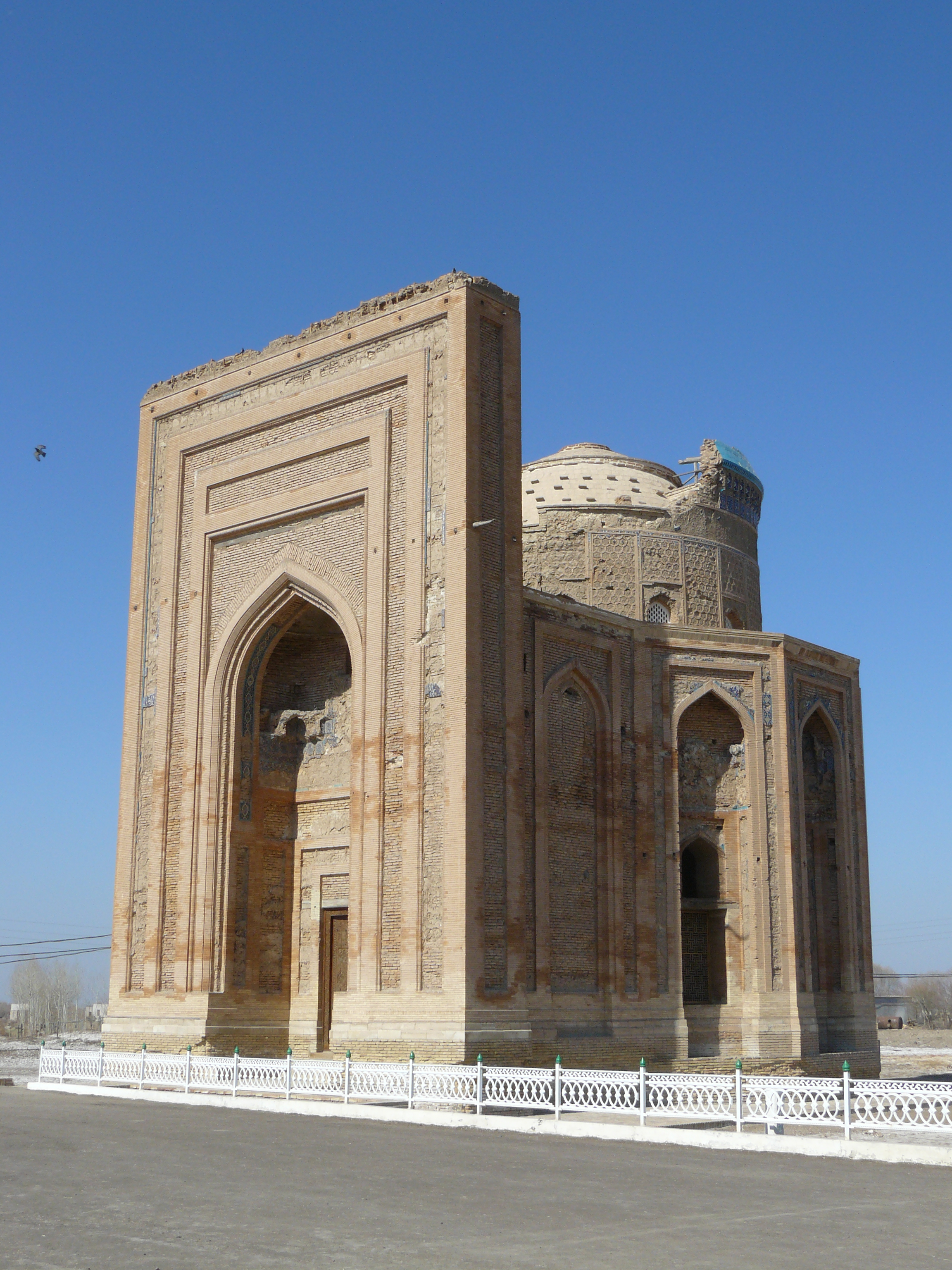
Мавзолей Терабек-ханим
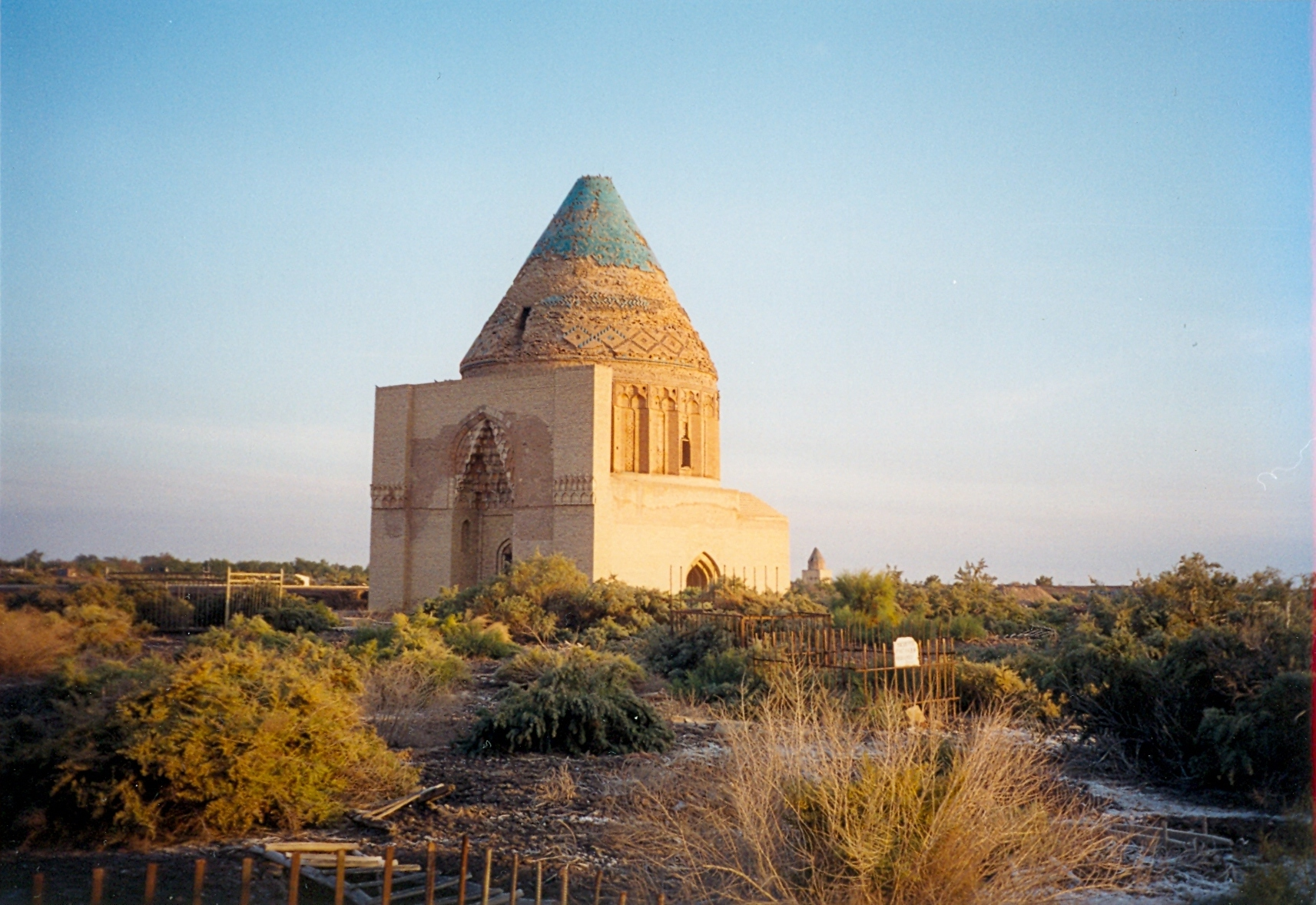
Мавзолей Текеша
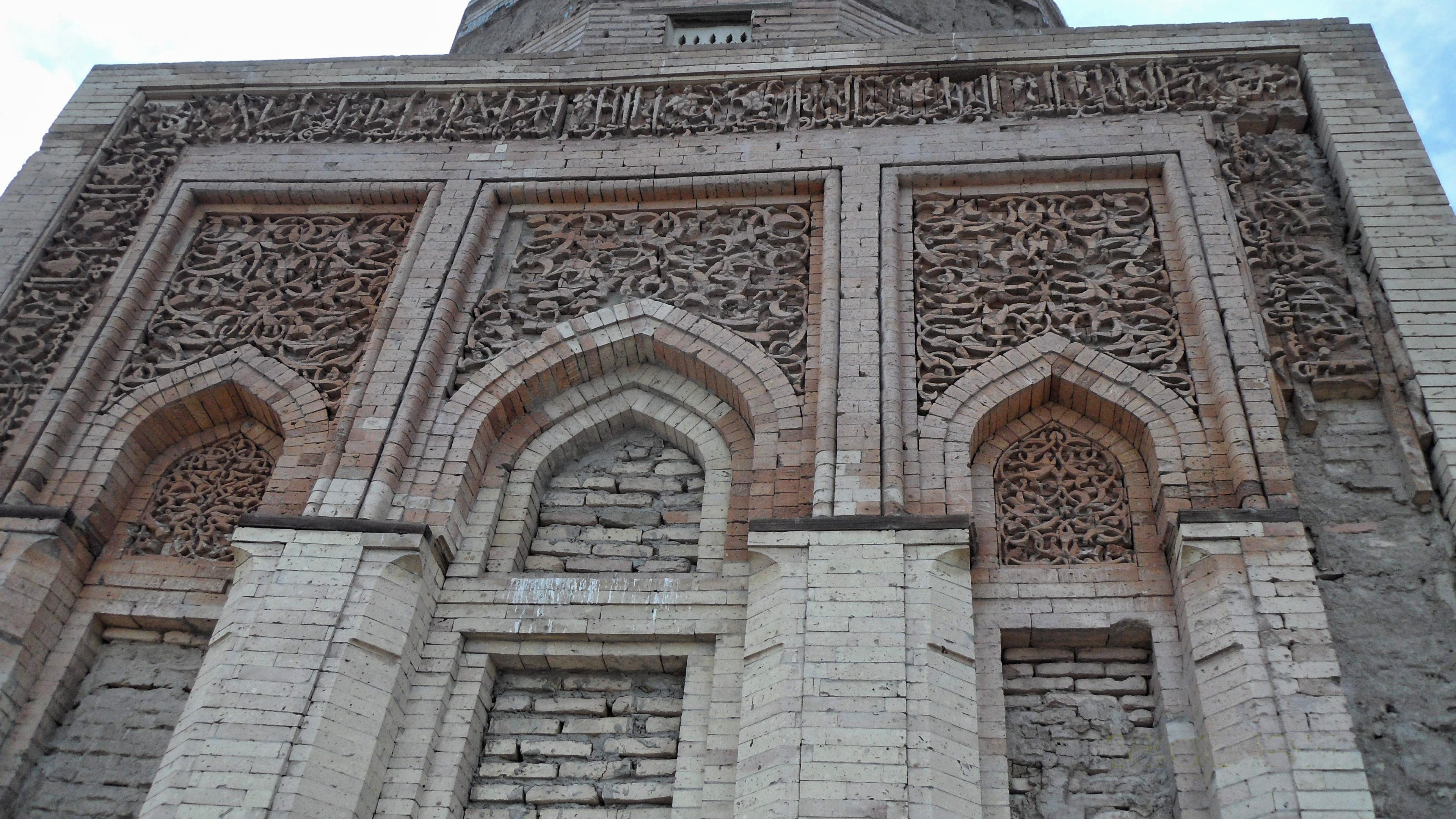
Ворота „Il-Arslan-Mausoleum“
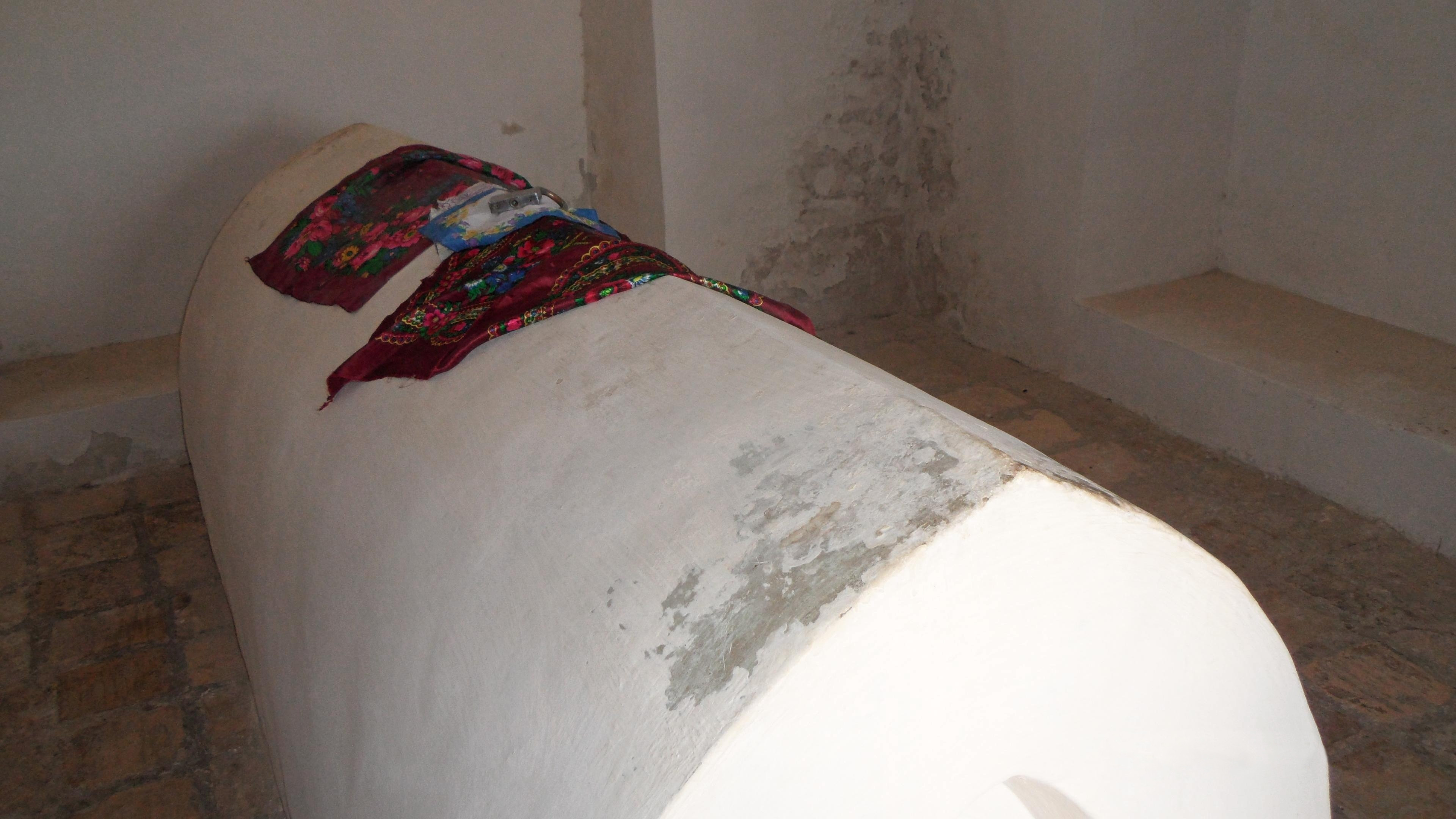
Могила у „Il-Arslan-Mausoleum“
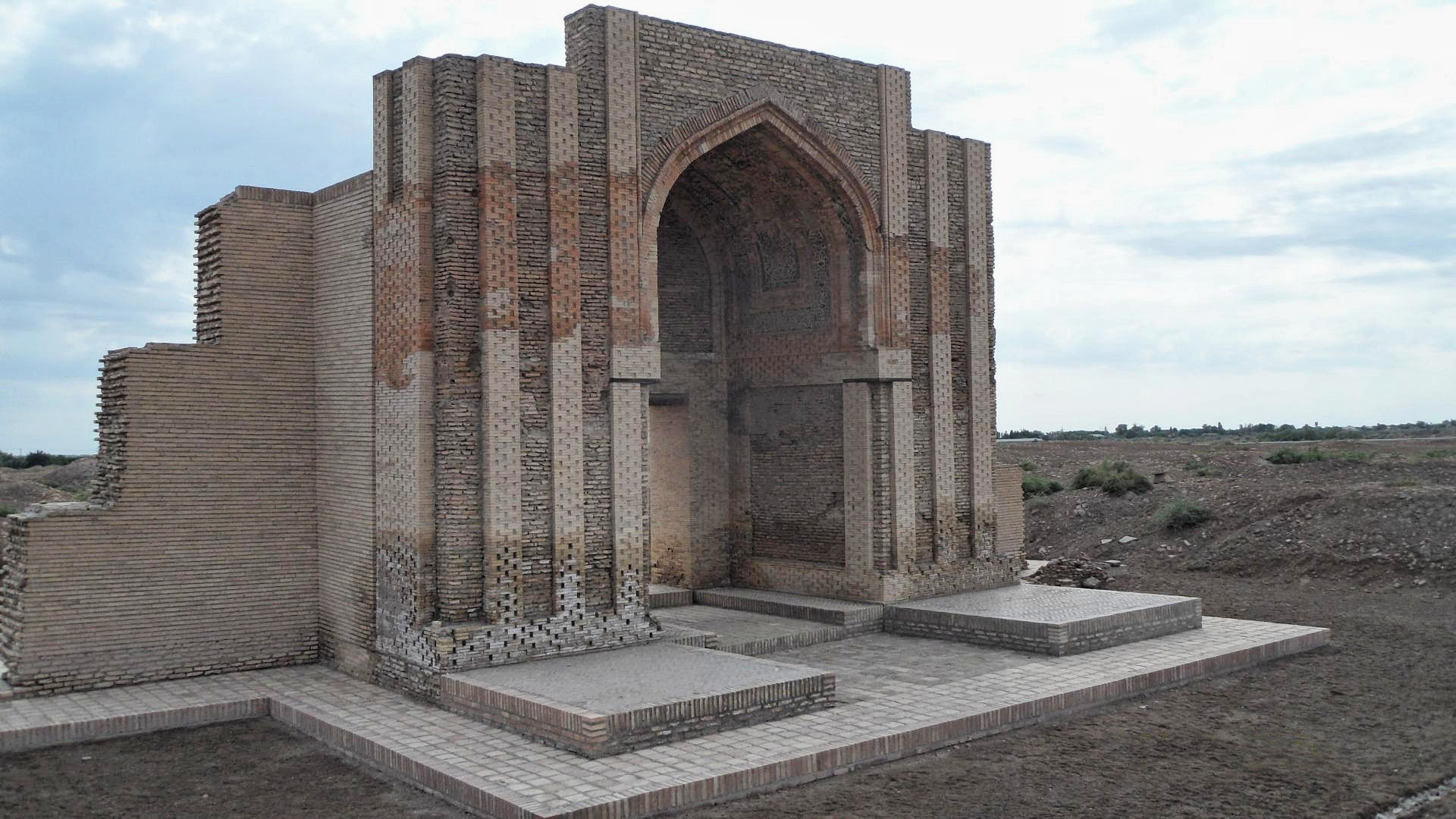
Ворота каравансараю
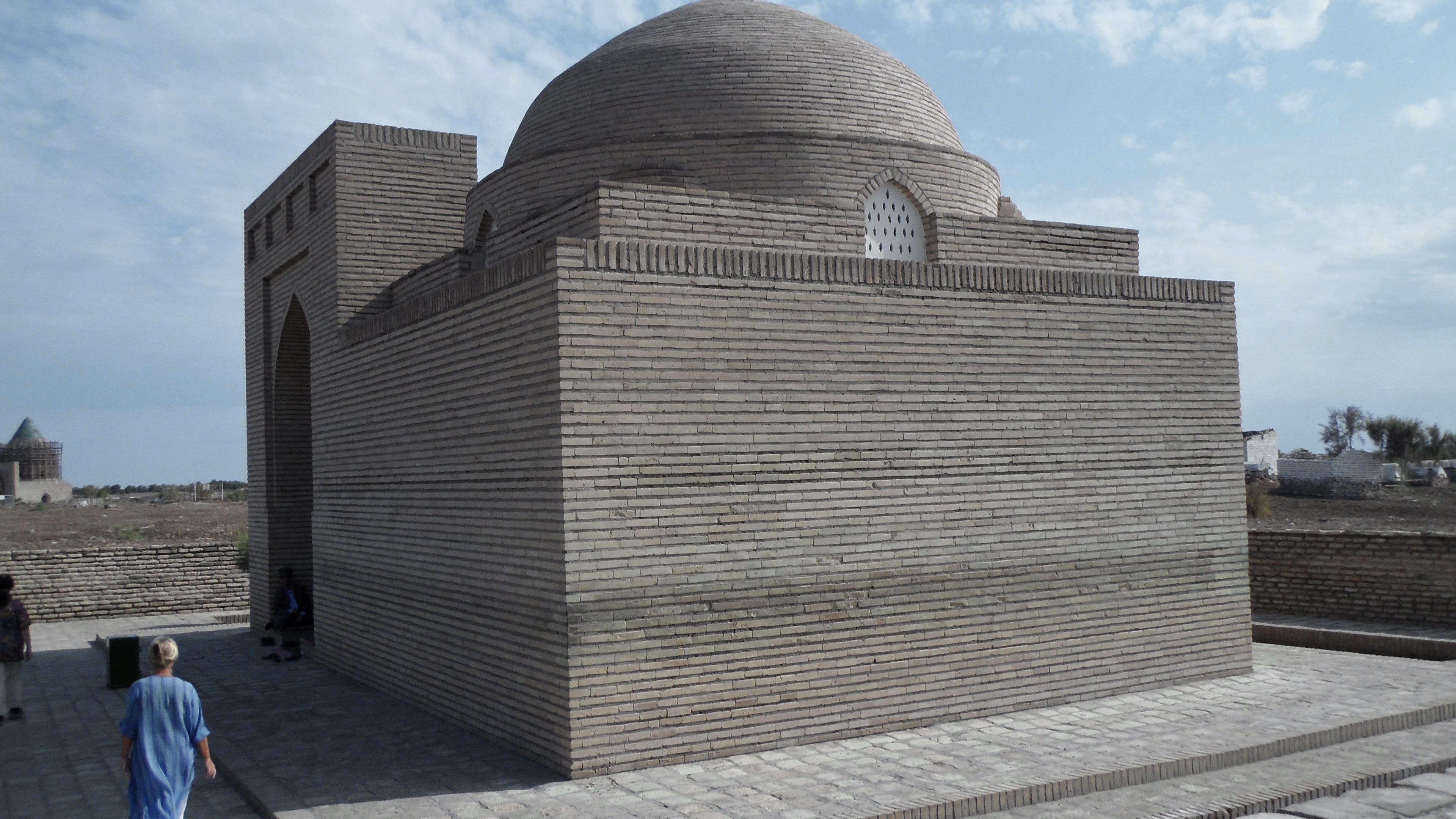
Мавзолей Саїд-Ахмад
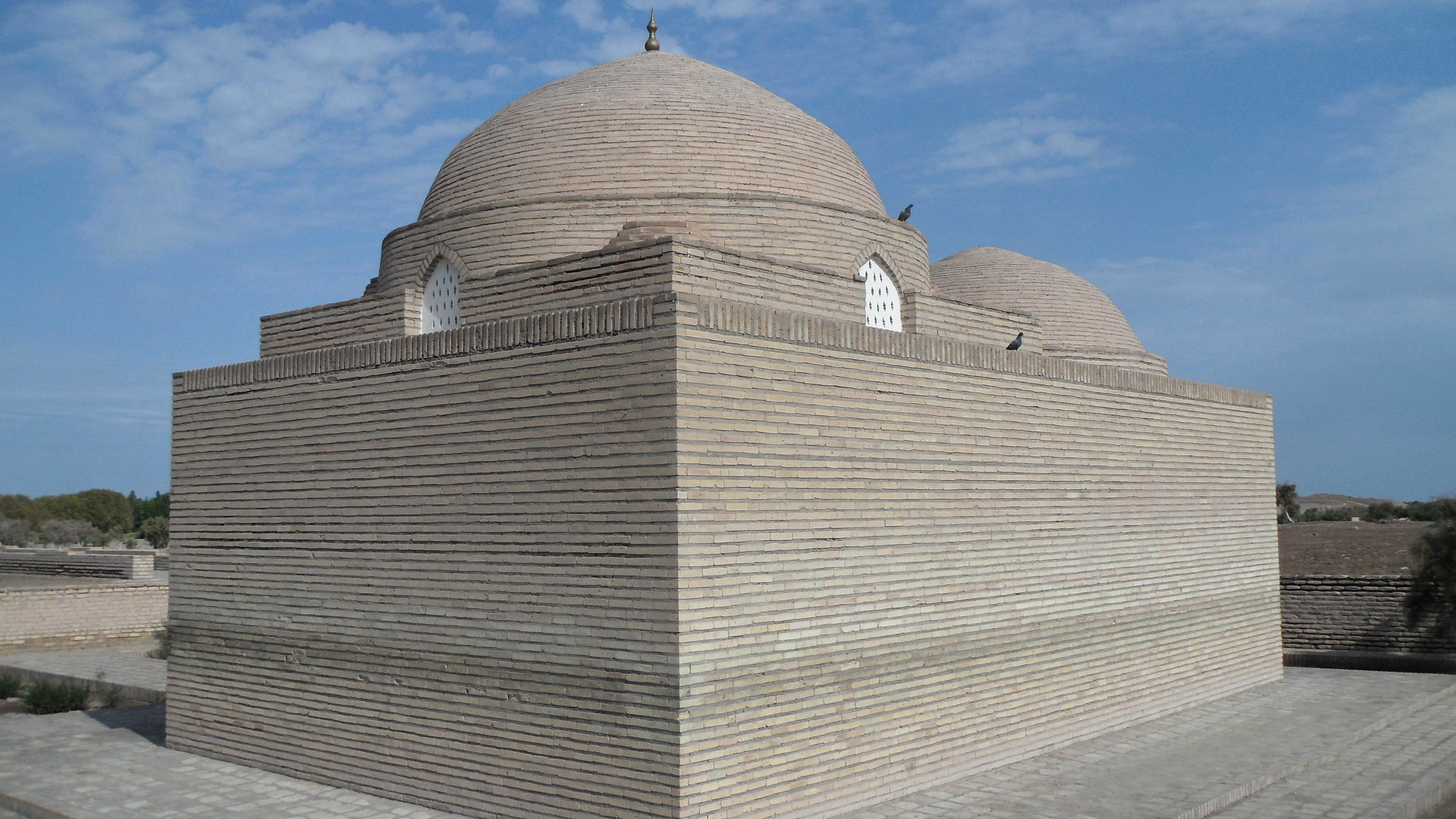
Мавзолей Саїд-Ахмад
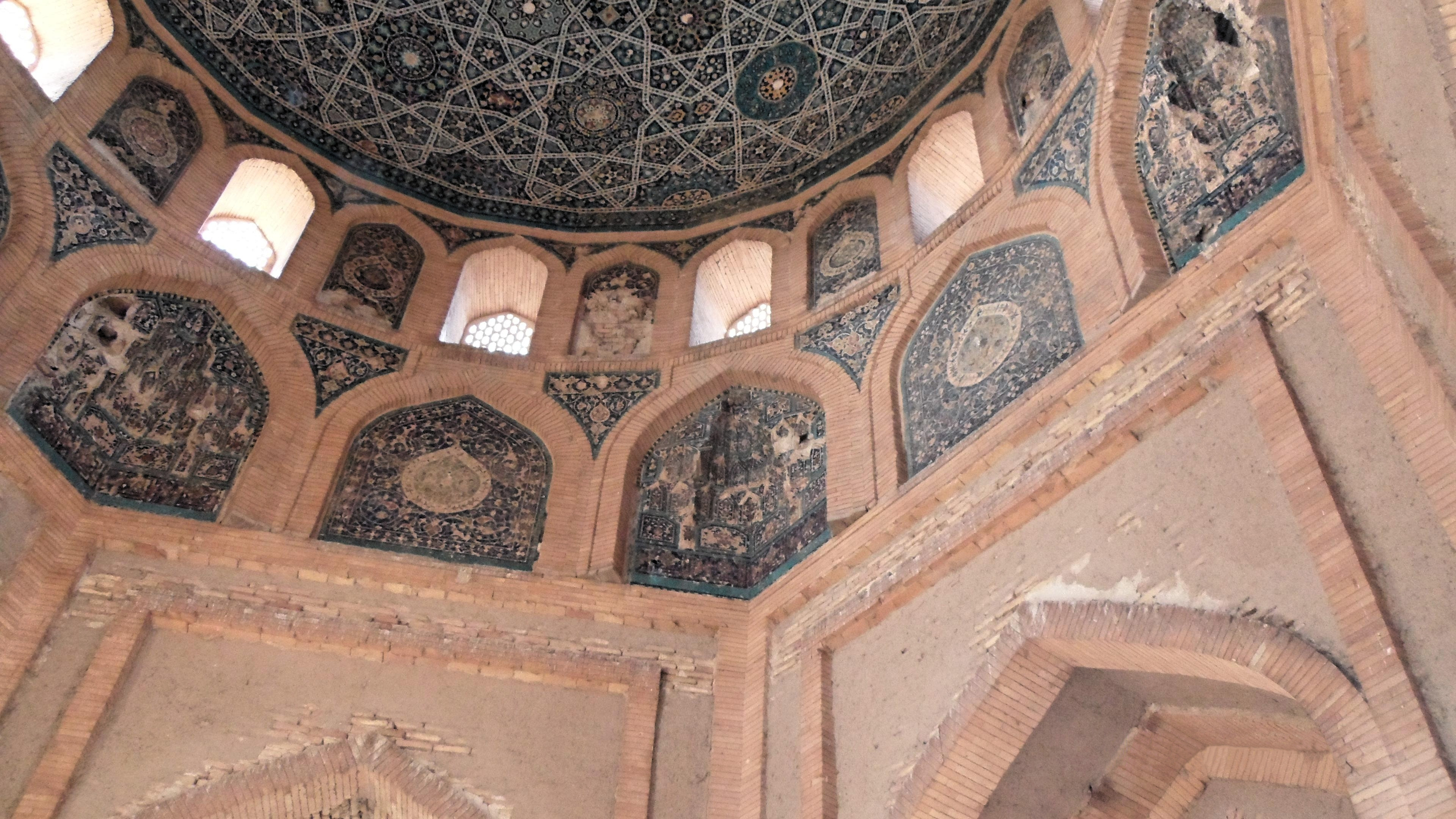
Мавзолей Турабек Ханум
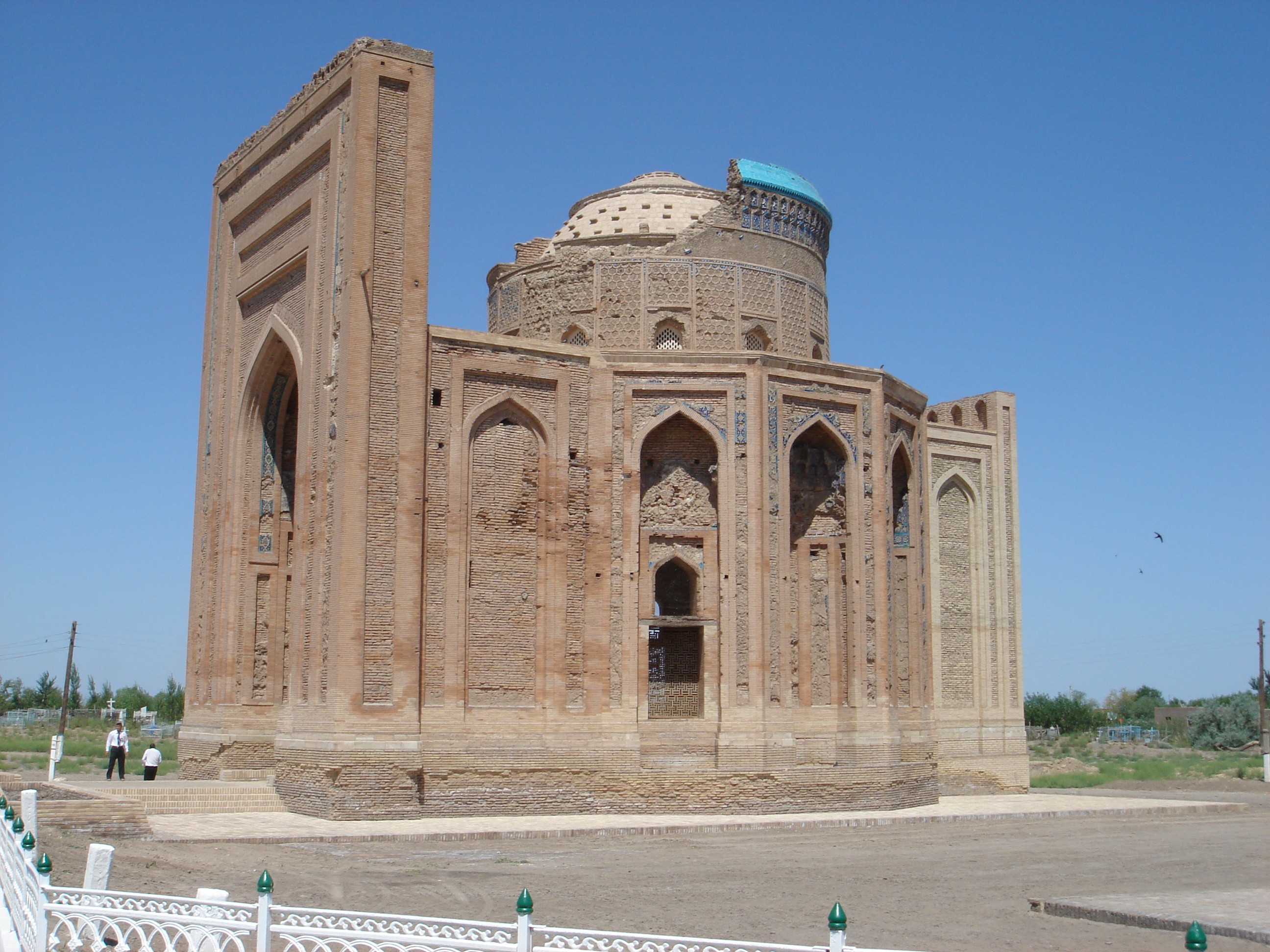
Мавзолей Турабек Ханум
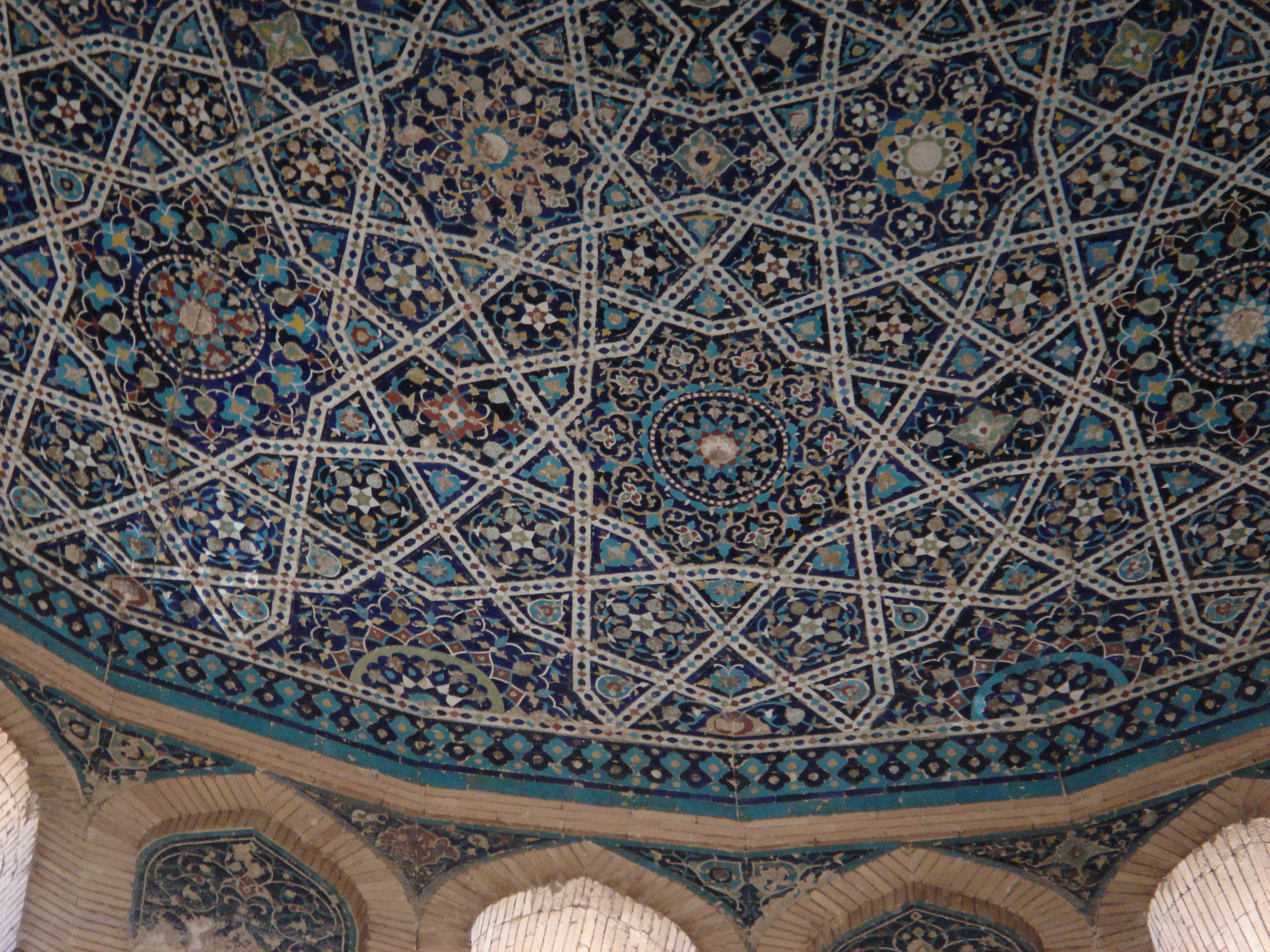
Мозаїка на куполі мавзолею Турабек Ханум
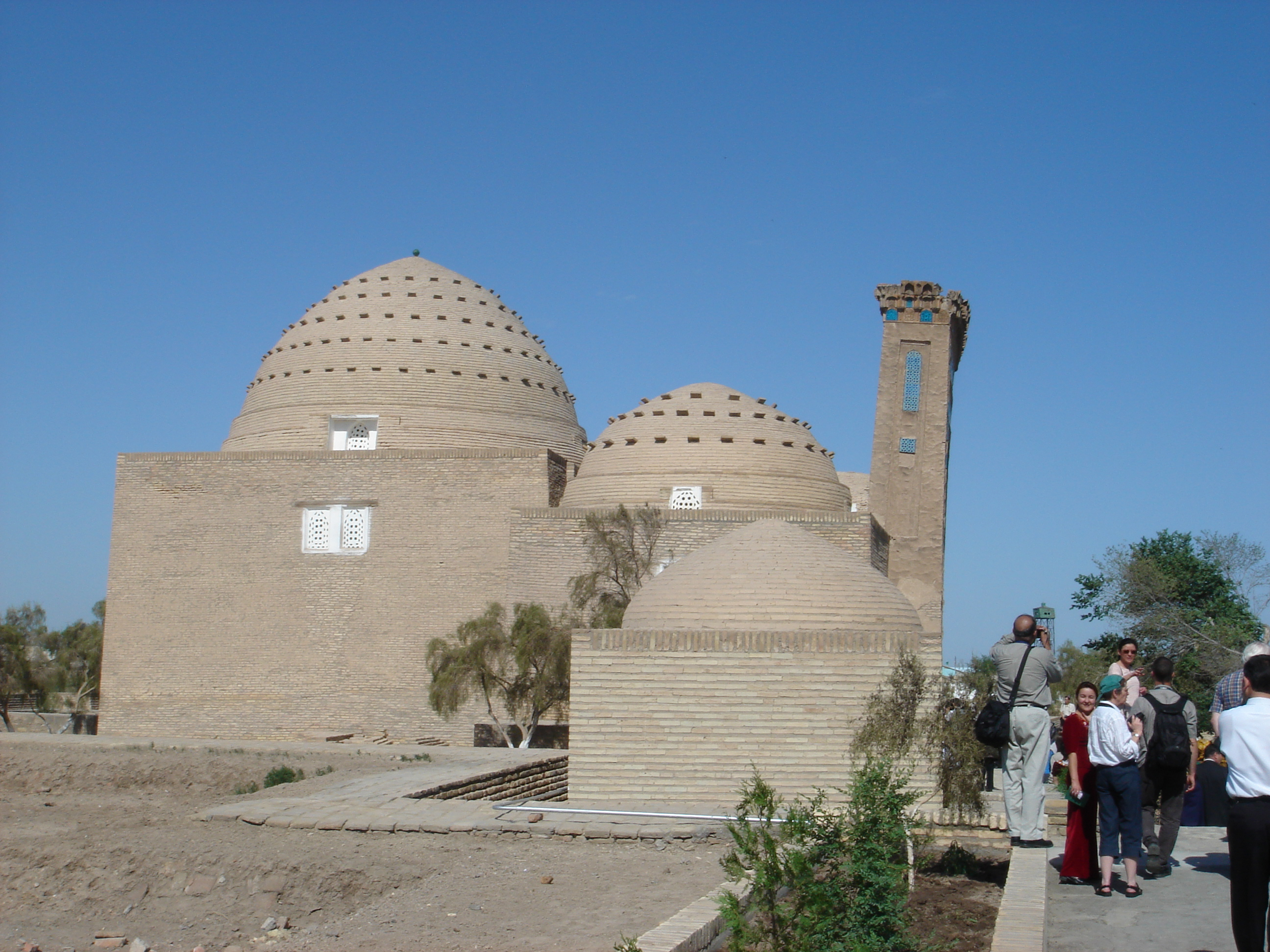
Мавзолей Наджм ад-Дін аль-Кубра
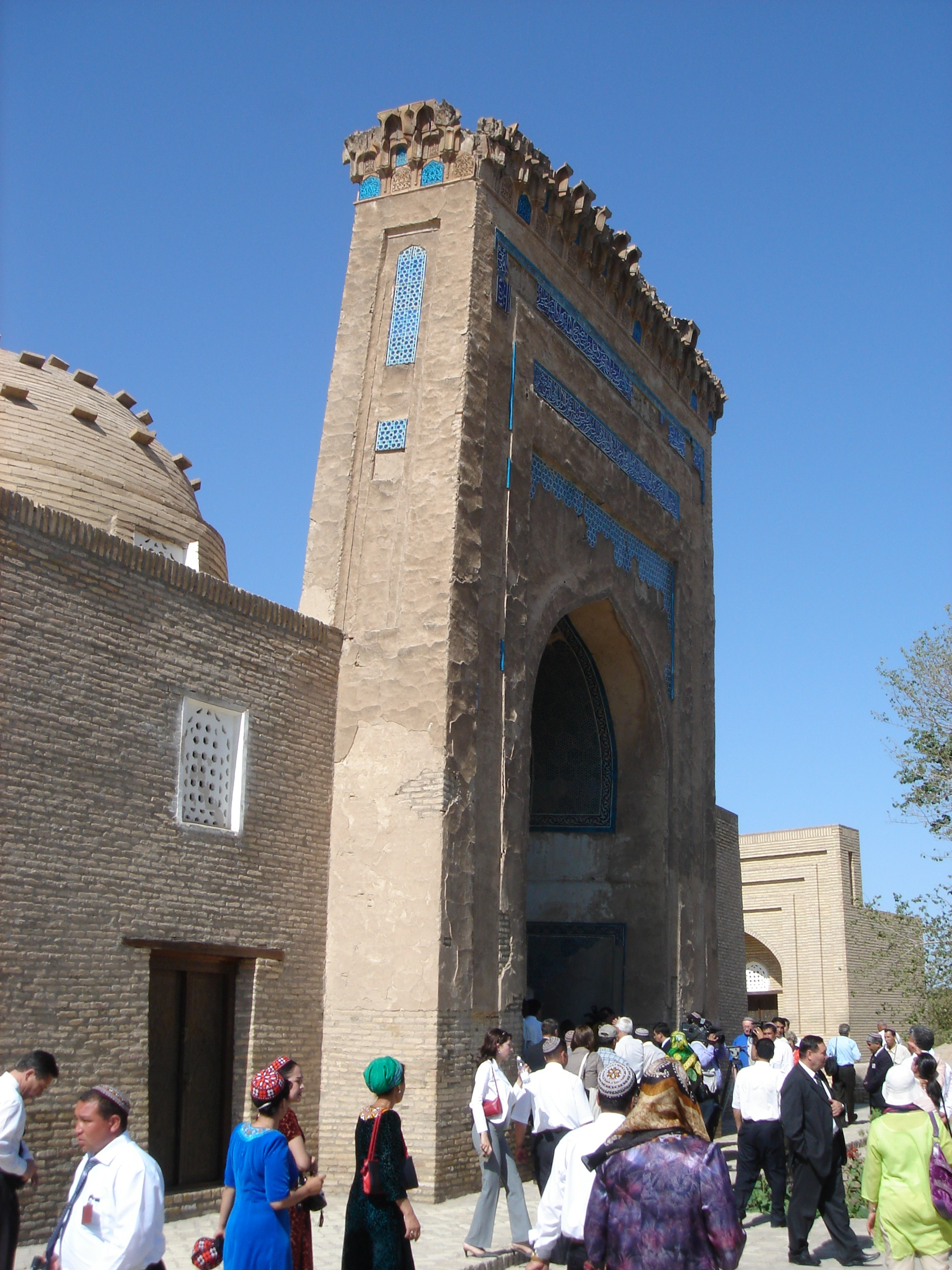
Портал мавзолею Наджм ад-Дін аль-Кубра